# Meeting Herculis 2021
Navigation
Édition précédente Édition suivante
Le Meeting Herculis 2021 est la 34e édition du Meeting Herculis qui a lieu le 9 juillet 2021 au Stade Louis-II de Monaco. Il constitue la sixième étape de la Ligue de diamant 2021, le calendrier des meetings étant modifié en raison de la pandémie de Covid-19.

## Faits marquants
La Kenyane Faith Kipyegon a signé le 4e meilleur temps de l'histoire sur 1500 mètres en 3 min 51 s 07. Le Norvégien Karsten Warholm a amélioré son propre record du meeting sur 400 mètres haies en 47 s 08.

## Résultats

### Hommes
| Épreuve          | Vainqueur                               | Second                              | Troisième                             |
| ---------------- | --------------------------------------- | ----------------------------------- | ------------------------------------- |
| 100 m            | Ronnie Baker 9 s 91                     | Akani Simbine 9 s 98                | Marcell Jacobs 9 s 99                 |
| 800 m            | Nijel Amos 1 min 42 s 91 (WL)           | Emmanuel Korir 1 min 43 s 04 (SB)   | Marco Arop 1 min 43 s 26 (PB)         |
| 1 500 m          | Timothy Cheruiyot 3 min 28 s 28 (WL,PB) | Mohamed Katir 3 min 28 s 76 (NR,PB) | Jakob Ingebrigtsen 3 min 29 s 25 (SB) |
| 3 000 m steeple  | Lamecha Girma 8 min 07 s 75 (WL)        | Abraham Kibiwott 8 min 07 s 81 (SB) | Djilali Bedrani 8 min 11 s 17 (SB)    |
| 400 m haies      | Karsten Warholm 47 s 08 (MR)            | Alison dos Santos 47 s 51           | Rasmus Mägi 48 s 83                   |
| Saut en hauteur  | Mikhail Akimenko 2,32 m                 | Django Lovett 2,29 m                | Maksim Nedasekau 2,25 m               |
| Saut en longueur | Miltiadis Tedoglou 8,24 m               | Tajay Gayle 8,29 m (SB)             | Thobias Montler 8,27 m (PB)           |

### Femmes
| Épreuve           | Vainqueur                               | Seconde                               | Troisième                         |
| ----------------- | --------------------------------------- | ------------------------------------- | --------------------------------- |
| 200 m             | Shaunae Miller-Uibo 22 s 23             | Marie-Josée Ta Lou 22 s 25 (SB)       | Shelly-Ann Fraser-Pryce 22 s 48   |
| 800 m             | Laura Muir 1 min 56 s 73 (PB)           | Jemma Reekie 1 min 56 s 96 (PB)       | Kate Grace 1 min 57 s 20 (PB)     |
| 1 500 m           | Faith Kipyegon 3 min 51 s 07 (WL,NR,PB) | Sifan Hassan 3 min 53 s 60 (SB)       | Freweyni Hailu 3 min 56 s 28 (PB) |
| 3 000 m steeple   | Hyvin Kiyeng 9 min 03 s 82 (SB)         | Beatrice Chepkoech 9 min 04 s 94 (SB) | Winfred Yavi 9 min 05 s 45        |
| Triple saut       | Shanieka Ricketts 14,75 m               | Yulimar Rojas /                       | Patricia Mamona /                 |
| Lancer de javelot | Barbora Špotáková 63,08 m (SB)          | Maria Andrejczyk 58,01 m              | Christin Hussong 57,73 m          |